# Поршнев, Анатолий Георгиевич
Анато́лий Гео́ргиевич По́ршнев (11 августа 1937, д. Баженово, Ивановская область — 10 июня 2008, Москва) — советский и российский экономист, профессор (1989), доктор экономических наук (1993), член-корреспондент РАН (2000), президент Государственного университета управления (2006). Заслуженный деятель науки Российской Федерации (1996).

## Биография
Родился в семье колхозников Георгия Александровича (1890) и Ольги Михайловны (1898) Поршневых.
В 1955—1958 годах учился в Московском областном политехнический техникуме (г. Электросталь) по специальности «Промышленность гражданского строительства» (техник-строитель). Работал мастером строительного участка, до 1961 года служил в Советской армии, с отличием окончил Московский инженерно-экономический институт им. С. Орджоникидзе (1966, инженер-экономист). До 1968 года работал в Московском областном облоргтехстройтресте, затем учился в аспирантуре. В 1973 году защитил кандидатскую диссертацию: «Определение фактической эффективности строительных машин новых конструкций», в 1993 году — докторскую диссертацию: «Управление инновационными процессами в условиях становления в России рыночной экономики».
Был заместителем секретаря, затем секретарём парткома МИЭС, с 1979 года — инструктор ЦК КПСС. Заведующий кафедрой маркетинга. С 1986 по 2006 год — ректор Государственного университете управления, одновременно, с 1989 по 1993 был председателем Московской городской избирательной комиссии по выборам депутатов Моссовета. С 2006 года — президент Государственного университета управления, заместитель председателя Экспертного совета ВАК по экономическим наукам.
Похоронен в Москве, на Троекуровском кладбище.
Супруга — Валентина Ивановна Шигина (род. 1940), сын Антон (род. 1969) — финансовый менеджер.

## Звания и награды
- Орден «За заслуги перед Отечеством» IV степени (2000).
- Заслуженный деятель науки Российской Федерации (1996).
- Благодарность Президента Российской Федерации (8 августа 1997 года) — за большой личный вклад в развитие науки и подготовку высококвалифицированных кадров[3].
- Почётный работник высшего профессионального образования РФ (1997).
- Лауреат премии Правительства РФ в области образования (1998).
- Лауреат национальной премии бизнес-репутации «Дарин» Российской Академии бизнеса и предпринимательства в 2004 г.

## Основные работы
Книги
- Экономическая эффективность капитальных вложений и новой техники в строительстве: Учеб. пособие для студентов спец. «Орг. упр. в стр-ве», 1748. — Москва: МИУ, 1979. — 51 с.
- Менеджмент. Маркетинг. Персонал: [Учеб.-метод. пособие для вузов, колледжей, предприятий и орг. различ. форм собственности / Поршнев А. Г. и др.]; Под ред. А. Г. Поршнева и др. — М.: Б. и., 1997. — 294 с.
- Маркетинг: Учеб. пособие для студентов заоч. обучения всех специальностей / А. Г. Поршнев, Г. Л. Азоев; М-во общ. и проф. образования Рос. Федерации. Гос. ун-т упр. Ин-т заоч. обучения. — М.: Финстатинформ, 1999. — 89 с., [2] л. цв. ил. — ISBN 5-7866-0099-8.
- Управление организацией: Учебник / Под ред. А. Г. Поршнева, З. П. Румянцевой, Н. А. Саломатина. — 2-е изд., перераб. и доп. — М.: ИНФРА-М, 1999. — 669 с.
- Предпринимательство: Учеб. для студентов экон. вузов / М. Г. Лапуста, А. Г. Поршнев, Ю. Л. Старостин, Л. Г. Скамай. — М.: ИНФРА-М, 2000. — 448 с.: ил., табл. — (Высшее образование / Гос. ун-т упр.). — ISBN 5-16-000299-5.
  - 3-е изд. М., 2003.
- Управление недвижимостью в России / под общ. ред. А. Г. Поршнева. Ч. 1-2. М, ГУУ, 2004. — 358 с., 377 с.
- Управление социально-экономическим развитием России. Концепции, цели, механизмы / Львов Д. С., Поршнев А. Г. — М.: Экономика, 2002. — 702 с. — ISBN 5-282-02118-8.
- Справочник директора предприятия

статьи
- Львов Д. С., Поршнев А. Г., Дементьев В. Е. Стратегия совершенствования отношений собственности в российской экономике Архивная копия от 24 января 2022 на Wayback Machine // Вестник университета, вып. 1(4). — М.: ГУУ, 2002.